# 64e cérémonie des Oscars
La 64e cérémonie des Oscars du cinéma, récompensant les films sortis en 1991, s'est déroulée le 30 mars 1992 à 18 h au Dorothy Chandler Pavilion du Los Angeles (Californie).
Animée par Billy Crystal, elle a été marquée par le triomphe du Silence des Agneaux qui a remporté les cinq oscars majeurs : meilleur film, meilleur réalisateur (Jonathan Demme), meilleur acteur (Anthony Hopkins), meilleure actrice (Jodie Foster) et meilleure adaptation (Ted Tally). Il s'agit du seul film avec New York-Miami de Frank Capra en 1934 et Vol au-dessus d'un nid de coucou de Miloš Forman en 1975 à les avoir remportés.

## Cérémonie
La cérémonie dura 3h24 et fut diffusée sur la chaîne ABC.
- Maître de cérémonie : Billy Crystal
- Production : Gilbert Cates ; Danette Herman (exécutif)
- Dialogues : Hal Kanter et Buz Kohan
- Scénario : Billy Crystal, David Steinberg, Bruce Vilanch et Robert Wuhl
- Décors : C. David Pina
- Costumes : Ray Aghayan
- Maquillages : Rudy Horvatich
- Coiffures : Dale Miller
- Lumière : Marc Palius
- Mixage : Paul Sandweiss (production), Lee De Carlo (orchestre) et Robert Douglass
- Production artistique : Roy Christopher
- Direction artistique : Greg Richman et Chris Idoine
- Régie scène: Peter Margolis
- Direction musicale : Bill Conti ; Ashley Irwin, Jack Eskew, Julie Giroux, Hummie Mann (arrangements)
- Chorégraphie : Debbie Allen
- Réalisation télé : Jeff Margolis
- Montage : Franklyn Gottbetter

La retransmission attira 44,44 millions de téléspectateurs[réf. nécessaire]. Elle remporta plusieurs prix et nominations :
- Prix de la meilleure prestation dans un téléfilm, série ou émission spéciale aux Television Critics Association Awards 1992 pour Billy Crystal
- Prix de la meilleure présentation masculine d’une émission spéciale de télévision aux American Comedy Award 1993
- Emmy Award 1992 de la meilleure création de costumes pour une émission musicale ou de variété
- Emmy Award 1992 de la meilleure direction musicale
- Emmy Award 1992 des meilleurs dialogues pour une émission musicale ou de variété

Nominations
- Prix de la meilleure réalisation d’une émission musicale ou de variété de la Directors Guild of America 1993
- Emmy Awards 1992 : meilleure direction artistique pour une émission musicale ou de variété, meilleure chorégraphie pour une émission musicale ou de variété, meilleure réalisation pour une émission musicale ou de variété, meilleure régie lumière pour une série dramatique ou de variété, une minisérie ou une émission, meilleur mixage pour une série dramatique ou de variété, une minisérie ou une émission, meilleure présentation pour une émission musicale ou de variété

### Le spectacle
Le thème de la soirée était « Comédie ». Billy Crystal fit son entrée sur scène sur une dolly, costumé en Hannibal Lecter, le personnage sociopathe du Silence des agneaux. La cérémonie fut ponctuée par l'interprétation des chansons nommées à  l'Oscar de la meilleure chanson originale sur des chorégraphies de Kyli Rae et Dante Henderson :
- Beauty and the Beast interprété par Céline Dion, Angela Lansbury et Peabo Bryson
- Belle interprété par Paige O'Hara, Jerry Orbach et Richard White
- Be Our Guest interprété par Paige O'Hara, Jerry Orbach et Richard White
- (Everything I Do) I Do It for You interprété par Bryan Adams
- When You're Alone interprété par Amber Scott

## Palmarès
Les lauréats sont indiqués ci-dessous en premier de chaque catégorie et en gras.

### Meilleur film
(remis par Paul Newman et Elizabeth Taylor)
- Le Silence des Agneaux (The Silence of the Lambs), produit par Edward Saxon, Kenneth Utt et Ronald M. Bozman
  - La Belle et la Bête (Beauty and the Beast), produit par Don Hahn[1],[2]
  - Bugsy, produit par Mark Johnson, Barry Levinson et Warren Beatty[3]
  - JFK, produit par A. Kitman Ho (en) et Oliver Stone
  - Le Prince des Marées, (Prince of the Tide) produit par Barbra Streisand et Andrew S. Karsch[4]

### Meilleur réalisateur
(remis par Kevin Costner)
- Jonathan Demme pour Le Silence des Agneaux
  - John Singleton pour Boyz N the Hood
  - Barry Levinson pour Bugsy
  - Oliver Stone pour JFK
  - Ridley Scott pour Thelma et Louise (Thelma and Louise)

### Meilleur acteur
(remis par Kathy Bates) 
- Anthony Hopkins pour le rôle du docteur Hannibal Lecter dans Le Silence des Agneaux
  - Warren Beatty pour le rôle de Benjamin « Bugsy » Siegel dans Bugsy
  - Robert De Niro pour le rôle de Max Cady dans Les Nerfs à vif (Cape Fear) de Martin Scorsese
  - Nick Nolte pour le rôle de Tom Wingo dans Le Prince des Marées de Barbra Streisand
  - Robin Williams pour le rôle de Parry dans Le Roi Pêcheur (The Fisher King) de Terry Gilliam

### Meilleure actrice
(remis par  Michael Douglas)
- Jodie Foster pour le rôle de l'agent Clarice Starling dans Le Silence des Agneaux
  - Geena Davis pour le rôle de Thelma Dickinson dans Thelma et Louise
  - Laura Dern pour le rôle de Rose dans Rambling Rose de Martha Coolidge
  - Bette Midler pour le rôle de Dixie Leonard dans For the Boys de Mark Rydell
  - Susan Sarandon pour le rôle de Louise Sawyer dans Thelma et Louise

### Meilleur acteur dans un second rôle
(remis par Whoopi Goldberg)
- Jack Palance pour le rôle de Curly dans La Vie, l'Amour, les Vaches (City Slickers) de Ron Underwood
  - Tommy Lee Jones pour le rôle de Clay Shaw dans JFK
  - Harvey Keitel pour le rôle de Mickey Cohen dans Bugsy
  - Ben Kingsley pour le rôle de Meyer Lansky dans Bugsy 
  - Michael Lerner pour le rôle de Jack Lipnick dans Barton Fink des Frères Coen

### Meilleure actrice dans un second rôle
(remis par Joe Pesci)
- Mercedes Ruehl pour le rôle de Anne Napolitano dans Le Roi Pêcheur
  - Diane Ladd pour le rôle de Madame Hillyer dans Rambling Rose
  - Juliette Lewis pour le rôle de Danielle Bowden dans Les Nerfs à Vif
  - Kate Nelligan pour le rôle de Lila Wingo Newbury dans Le Prince des Marées
  - Jessica Tandy pour le rôle de Virginia Threadgoode dans Beignets de Tomates Vertes (Fried Green Tomatoes) de Jon Avnet

### Meilleur scénario original
(remis par Anjelica Huston et Robert Duvall)
- Callie Khouri pour Thelma et Louise
  - John Singleton pour Boyz N the Hood
  - James Toback pour Bugsy
  - Richard LaGravenese pour Le Roi Pêcheur
  - Lawrence Kasdan et Meg Kasdan pour Grand Canyon de Lawrence Kasdan

### Meilleure adaptation
(remis par Anjelica Huston et Robert Duvall)
- Ted Tally pour Le Silence des agneaux
  - Agnieszka Holland pour Europa Europa de Agnieszka Holland (Allemagne, France, Pologne)
  - Fannie Flagg et Carol Sobieski pour Beignets de Tomates Vertes
  - Oliver Stone et Zachary Sklar (de) pour JFK
  - Pat Conroy et Becky Johnston pour Le Prince des Marées

### Meilleure direction artistique
(remis par Annette Bening)
- Dennis Gassner et Nancy Haigh pour Bugsy
  - Dennis Gassner et Nancy Haigh pour Barton Fink
  - Mel Bourne (en) et Cindy Carr (en) pour Le Roi Pêcheur
  - Norman Garwood et Garrett Lewis pour Hook ou la Revanche du capitaine Crochet (Hook) de Steven Spielberg
  - Paul Sylbert et Caryl Heller pour Le Prince des Marées

### Meilleurs costumes
(remis par Demi Moore)
- Albert Wolsky pour Bugsy
  - Ruth Myers pour La Famille Addams (The Addams Family) de Barry Sonnenfeld
  - Richard Hornung pour Barton Fink
  - Anthony Powell pour Hook ou la Revanche du capitaine Crochet
  - Corinne Jorry pour Madame Bovary de Claude Chabrol

### Meilleurs maquillages
(remis par Rebecca De Mornay et Christopher Lloyd)
- Stan Winston et Jeff Dawn pour Terminator 2 : Le Jugement dernier (Terminator 2: Judgment Day) 
  - Christina Smith, Monty Westmore et Greg Cannom pour Hook ou la Revanche du capitaine Crochet
  - Michael Mills, Ed French et Richard Snell pour Star Trek 6 : Terre inconnue (Star Trek VI : The Undiscovered Country) de Nicholas Meyer

### Meilleure photographie
(remis par Richard Gere)
- Robert Richardson pour JFK
  - Allen Daviau pour Bugsy
  - Stephen Goldblatt pour Le Prince des Marées
  - Adam Greenberg pour Terminator 2 : Le Jugement Dernier de James Cameron
  - Adrian Biddle pour Thelma et Louise

### Meilleur montage
(remis par Susan Sarandon et Geena Davis)
- Joe Hutshing et Pietro Scalia pour JFK
  - Gerry Hambling pour Les Commitments (The Commitments) d'Alan Parker
  - Craig McKay pour Le Silence des Agneaux
  - Conrad Buff IV, Mark Goldblatt et Richard A. Harris pour Terminator 2 : Le Jugement Dernier
  - Thom Noble pour Thelma et Louise

### Meilleur son
(remis par Edward James Olmos et Daryl Hannah)
- Tom Johnson, Gary Rydstrom, Gary Summers et Lee Orloff pour Terminator 2 : Le Jugement Dernier
  - Gary Summers, Randy Thom, Gary Rydstrom et Glenn Williams pour Backdraft de Ron Howard
  - Terry Porter, Mel Metcalfe, David J. Hudson et Doc Kane pour La Belle et la Bête
  - Michael Minkler, Gregg Landaker et Tod A. Maitland pour JFK
  - Tom Fleischman et Christopher Newman pour Le Silence des Agneaux

### Meilleurs effets sonores
(remis par Sharon Stone et Antonio Banderas)
- Gary Rydstrom et Gloria Borders (en) pour Terminator 2 : Le Jugement Dernier
  - Gary Rydstrom et Richard Hymns pour Backdraft
  - George Watters II et F. Hudson Miller pour Star Trek 6 : Terre Inconnue

### Meilleurs effets visuels
(remis par Laura Dern et Diane Ladd)
- Dennis Muren, Stan Winston, Gene Warren Jr. et Robert Skotak pour Terminator 2 : Le Jugement Dernier
  - Mikael Salomon, Allen Hall, Clay Pinney et Scott Farrar pour Backdraft
  - Eric Brevig, Harley Jessup, Mark Sullivan et Michael Lantieri (en) pour Hook ou la Revanche du Capitaine Crochet

### Meilleure musique originale
(remis par Patrick Swayze)
- Alan Menken pour La Belle et la Bête
  - Ennio Morricone pour Bugsy
  - George Fenton pour Le Roi Pêcheur
  - John Williams pour JFK
  - James Newton Howard pour Le Prince des Marées

### Meilleure chanson originale
(remis par Shirley MacLaine et Liza Minnelli)
- Alan Menken (musique) et Howard Ashman (paroles) pour La Belle et la Bête dans La Belle et la Bête[5]
  - Alan Menken (musique) et Howard Ashman (paroles) pour Be Our Guest dans La Belle et la Bête
  - Alan Menken (musique) et Howard Ashman (paroles) pour Belle dans La Belle et la Bête
  - John Williams (musique) et Leslie Bricusse (paroles) pour When You're Alone dans Hook ou la Revanche du Capitaine Crochet
  - Michael Kamen (musique) et Bryan Adams et Robert John Lange (paroles) pour (Everything I Do) I Do It for You dans Robin des Bois, prince des voleurs (Robin Hood: Prince of Thieves) de Kevin Reynolds

### Meilleur film étranger
(remis par Sylvester Stallone)
- Mediterraneo de Gabriele Salvatores •  Italie
  - Les Enfants de la nature (Börn náttúrunnar) de Friðrik Þór Friðriksson •  Islande
  - L'École élémentaire (Obecná škola) de Jan Svěrák •  Tchécoslovaquie
  - Oxen de Sven Nykvist •  Suède
  - Épouses et Concubines (Da hongdenglong gaogao gua) de Zhang Yimou •  Hong Kong

### Meilleur documentaire
(remis par John Singleton et Spike Lee)
- In the Shadow of the Stars produit par Allie Light et Irving Saraf
  - Death on the Job produit par Job Vince DiPersio et Bill Guttentag
  - Doing Time: Life Inside the Big House produit par Alan Raymond et Susan Raymond
  - The Restless Conscience produit par Hava Kohav Beller
  - Wild by Law produit par Lawrence R. Hott et Diane Garey

### Meilleur court métrage (prises de vues réelles)
(remis par Mike Myers et Dana Carvey)
- Session Man produit par Seth Winston et Robert N. Fried
  - Birch Street Gym produit par Stephen Kessler et Thomas R. Conroy
  - Last Breeze of Summer produit par David Massey

### Meilleur court métrage (documentaire)
(remis par John Singleton et Spike Lee)
- Deadly Deception: General Electric, Nuclear Weapons and Our Environment produit par Debra Chasnoff (en)
  - Birdnesters of Thailand produit par Éric Valli et Alain Majani d'Inguimbert
  - A Little Vicious produit par Immy Humes
  - The Mark of the Maker produit par David McGowan
  - Memorial: Letters from American Soldiers produit par Bill Couturié et Bernard Edelman

### Meilleur court métrage (animation)
(remis par Mike Myers et Dana Carvey)
- Manipulation produit par Daniel Greaves
  - Mouches noires produit par Christopher Hinton
  - Cordes (en) produit par Wendy Tilby

## Oscars spéciaux

### Oscar d'honneur
(remis par Audrey Hepburn)
- Satyajit Ray, « pour sa maîtrise rare de l'art cinématographique et pour ses profondes perspectives humanitaires, qui ont eu une influence indélébile sur les cinéastes et le public du monde entier[7] ».

### Médaille de Commandeur
- Pete Comandini, Richard Dayton, Donald Hagans et Richard T. Ryan (YCM Laboratories), pour la création et le développement d'un procédé de restauration de pellicule innovant.
- Richard J. Stumpf et Joseph Westheimer, pour les services rendus à lélévation et au maintien de l'Académie des Arts et Sciences du Film.

### Prix Irving G. Thalberg
(remis par Steven Spielberg)
- George Lucas[8]

## Oscars scientifiques et techniques
Les Oscars scientifiques et techniques furent remis le 7 mars à la L.A. Ballroom du Century Plaza Hôtel de Los Angeles.

### Oscars scientifiques et d'ingénierie
- Harry J. Baker, pour le concept et le développement du premier trépied à inclinaison ajustable par action de fluide.
- Guido Cartoni, pour ses recherches pionnières dans le développement des mécanismes visqueux dans trépieds à inclinaison ajustable.
- Randy Cartwright, David Coons, Lem Davis, Thomas Hahn, Jim Houston, Mark Kimball, Dylan Kohler, Peter Nye, Michael Shantzis, David F. Wolf et tout le département Walt Disney Feature Animation, pour la création et le développement du système de production de film d'animation « CAPS ».
- Mario Celso, pour ses travaux pionniers dans la création, le développement et la fabrication d'équipements pour les projecteurs à arc carbone et à xénon dans la projection de film.
- Faz Fazakas, Brian Henson, Dave Housman, Peter Miller et John Stephenson pour le développement du Henson Performance Control System.
- Ray Feeney, Richard Keeney et Richard J. Lundell pour le développement informatique et l'adaptation du Solitaire Film Recorder, système d'enregistrement de film flexible et à faible coût.
- Iain Neil, Albert K. Saiki et Panavision, pour le concept optique (Neil), le concept mécanique (Saiki) et le développement (Panavision) de la lentille 35 m Primo Zoom Lens.
- Georg Thoma, Heinz Feierlein et Engineering department of Sachtler AG pour le concept (Thoma) et le développement (Feierlein/Sachtler) d'une série de trépieds.
- George Worrall pour le concept, le développement et la fabrication de la caméra Worrall.

### Oscars pour une contribution technique
- Century Precision Optics pour le concept et le développement des lentilles Canon Century Precision Optics Zoom Lens.
- Dick Cavdek, Steve Hamerski et Otto Nemenz Int'l. pour le concept et le développement de la lentille Canon/Nemenz Camera Zoom Lens.
- Jim Doyle pour le concept et le développement de la machine à fumée Dry Fogger.
- Ken Robings et Clairmont Camera pour le concept et le développement de la lentille Canon/Nemenz Camera Zoom Lens.
- Robert W. Stoker Jr. pour le concept et le développement d'un revolver sécurisé et non toxique pour le cinéma.

### Prix Gordon E. Sawyer
(remis par Ray Bradbury)
- Ray Harryhausen

## Statistiques

### Nominations multiples
- 10 : Bugsy
- 8 : JFK
- 7 : Le Silence des agneaux, La Belle et la Bête, Le Prince des Marées
- 6 : Terminator 2 : Le Jugement Dernier, Thelma et Louise
- 5 : Le Roi Pêcheur, Hook ou la Revanche du Capitaine Crochet
- 3 : Barton Fink, Backdraft
- 2 : Boyz N the Hood, Les Nerfs à Vif, Beignets de Tomates Vertes, Rambling Rose, Star Trek 6 : Terre Inconnue

### Récompenses multiples
- 5 / 7 : Le Silence des agneaux
- 4 / 6 : Terminator 2 : Le Jugement Dernier
- 2 / 10 : Bugsy
- 2 / 8 : JFK
- 2 / 7 : La Belle et la Bête

### Les grands perdants
- 1 / 6 : Thelma et Louise
- 1 / 5 : Le Roi Pêcheur
- 0 / 7 : Le Prince des Marées
- 0 / 5 : Hook ou la Revanche du Capitaine Crochet
- 0 / 3 : Barton Fink
- 0 / 3 : Backdraft